# Irecê
Irecê là một đô thị thuộc bang Bahia, Brasil. Đô thị này có diện tích 313,695 km², dân số năm 2007 là 62211 người, mật độ 198,32 người/km².